# Agrégation de lettres
L'agrégation de lettres est un concours public français de recrutement d'enseignant. Elle prend le nom d'agrégation de lettres classiques après la création, en 1959, de l'agrégation de lettres modernes.